# Pacific Crest Trail
Pacific Crest Trail sau Pacific Crest National Scenic Trail, prescurtat PCT, este un traseu de drumeții și ecvestru de lungă distanță din vestul Statelor Unite. De la granița cu Mexicul până la granița cu Canada, are o lungime de 4.240 km. Străbate cea mai mare parte a Sierra Nevada și a lanțului muntos Cascade. Traseul Pacific Crest este situat între 160 și 241 km de Oceanul Pacific, paralel cu acesta. Cel mai înalt punct al său este la 4.009 metri deasupra nivelului mării, la Forester Pass din Sierra Nevada, iar cel mai jos punct este la 42,6 metri, la Cascade Locks, Oregon.
A fost unul dintre cele două Trasee Naționale Scenice (împreună cu Appalachian Trail) proiectate în 1968, când Sistemul Național de Trasee a fost creat de Congresul SUA (în 2008 existau opt). Acest titlu i-a fost dat deoarece traversează multe parcuri naturale. A fost finalizat oficial în 1993. Traseul Pacific Crest este unul dintre cele mai lungi și mai faimoase trei trasee din America, alături de Traseul Appalachian și Continental Divide Trail, alcătuind Tripla Coroană a drumețiilor.

## Itinerariu
Traseul trece în principal prin păduri naționale, păduri și zone împădurite protejate și zone sălbatice nealterate, cu puține habitate de-a lungul traseului. Traversează trei state americane: California, Oregon și statul Washington.

## Parcurgerea întregului traseu
În fiecare an, aproximativ 4.500 de drumeți încearcă să parcurgă întregul traseu. Numiți thru-hikers, doar aproximativ 500 dintre aceștia reușesc, iar drumul întreg le durează între 4 și 6 luni. Majoritatea drumeților încep la granița cu Mexicul și termină aproximativ la granița cu Canada. Cel mai bun sezon pentru a parcurge traseul de la sud la nord este de la sfârșitul lunii aprilie și până în jurul sfârșitului lunii septembrie, evitând astfel căldura intensă de vară din sudul Californiei și începutul iernii în nord-vestul american. Majoritatea drumeților parcurg aproximativ 32 km pe zi.
În 1970, elevul Eric Ryback, în vârstă de 17 ani, a devenit primul drumeț, pornind din nord, care a parcurs întregul traseu. Însă unii subliniază că nu ar fi parcurs întreaga călătorie pe jos. A scris o carte, publicată în 1971, intitulată The High Adventure of Eric Ryback: Canada to Mexico on Foot.
Prima persoană care a parcurs întregul traseu, de la sud la nord, a fost Richard Watson, finalizându-l pe 1 septembrie 1972. Prima femeie care a făcut acest lucru a fost Mary Carstens, în 1972, însoțită de Jeff Smukler. Cea mai tânără persoană este Mary Chambers, în vârstă de 10 ani, din aprilie până în octombrie 2004, însoțită de părinții ei. Mama sa, Barbara Egbert, a scris o carte despre aventura lor intitulată Zero Days, publicată în ianuarie 2008.
Recordul celei mai rapide parcurgeri a traseului este dețienut de belgianul Karel Sabbe care a terminat traseul Pacific Crest Trail în 2023 de la sud la nord în 46 de zile. Lista recordurilor este ținută la zi pe site-ul Fastest known times: FKT : Pacific Crest Trail (CA, OR, WA).
Scott Williamson a fost prima persoană care a finalizat călătoria dus-întors pe PCT, în noiembrie 2004, după trei încercări. Astfel, el a parcurs 8.529,5 km în 197 de zile, adică c. 56–65 km pe zi. Rucsacul său cântărea doar 3,8 kg, fără a include mâncarea și apa. A refăcut traseul PCT, doborându-și propriul record anterior cu 2 săptămâni, pe 28 noiembrie 2006.

## Locuri de atracție și interes
Aceste locuri sunt de-a lungul și adiacente traseului. Acestea sunt enumerate în raport cu poziția lor, de la sud la nord. Numerele din paranteze corespund celor afișate pe harta traseului PCT.

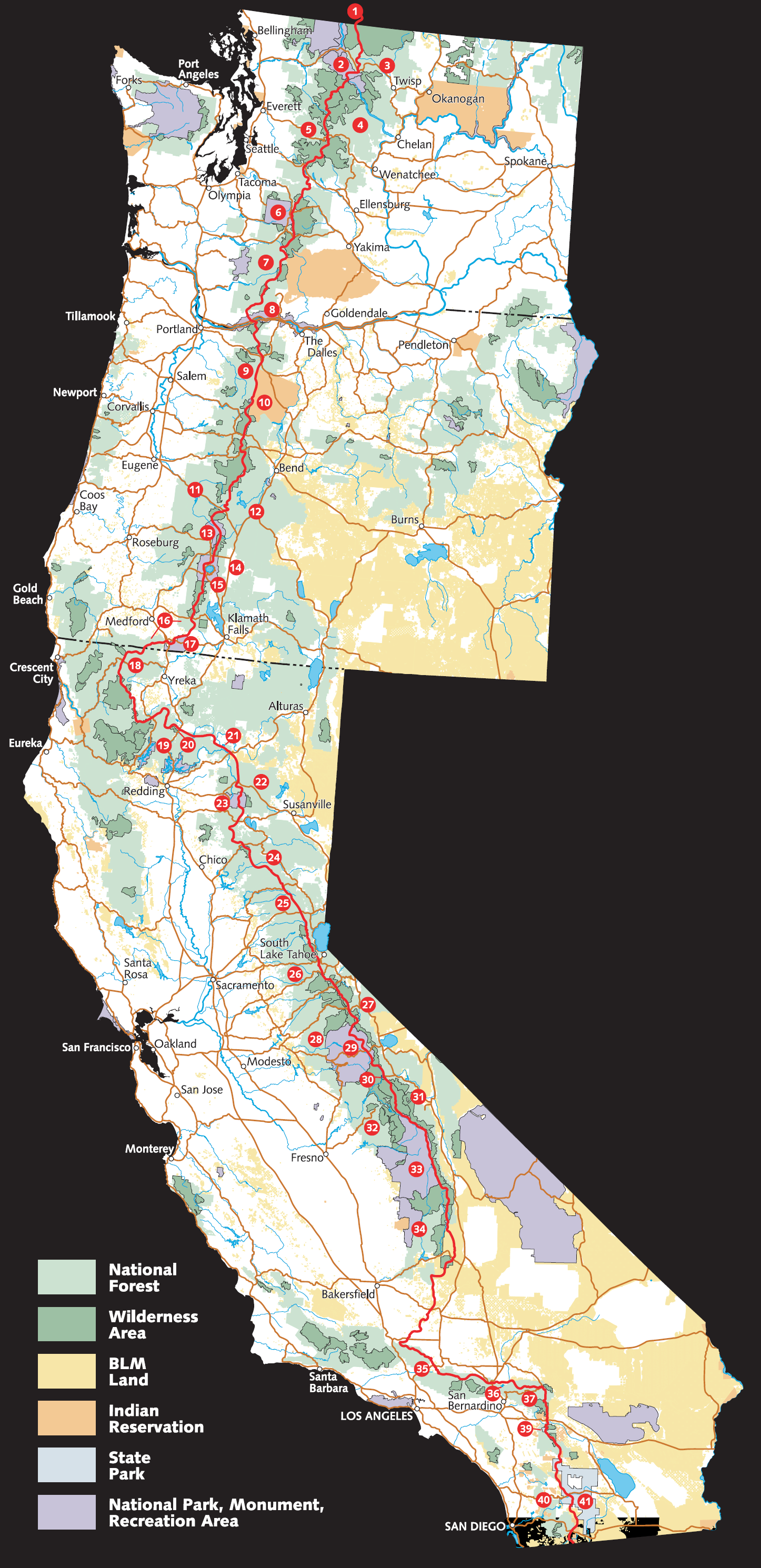
Prezentare generală a PCT din broșura Serviciului Forestier

### California
| Vasquez Rocks                     | Golden Trout Wilderness               |
| Forester Pass                     | John Muir Wilderness                  |
| Devils Postpile National Monument | Ansel Adams Wilderness                |
| Lassen Volcanic National Park     | Klamath Mountains, Russian Wilderness |

- Campo, California, lângă capătul sudic al traseului, la granița dintre Mexic și Statele Unite
- Lake Morena
- Anza-Borrego Desert State Park (41)
- Eagle Rock (near Warner Springs)
- Cleveland National Forest (40)
- Crystal Lake Recreation Area
  - Windy Gap Trail (Angeles National Forest)
- Mount San Jacinto State Park (39)
- San Gorgonio Pass și Interstate 10 lângă Cabazon
- Big Bear Lake (37)
- Cajon Pass (36)
- Angeles National Forest (35)
- Vasquez Rocks
- Agua Dulce
- Tehachapi Pass
- Walker Pass
- Owens Peak Wilderness (34)
- South Sierra Wilderness (34)
- Golden Trout Wilderness (34)
- Kings Canyon National Park (33)
  - Forester Pass, cel mai înalt punct de pe traseu
- John Muir Wilderness (31)
- Ansel Adams Wilderness (30)
  - Devils Postpile National Monument
- Yosemite National Park (29)
  - Tuolumne Meadows
- Sonora Pass, Ebbetts Pass, Carson Pass
- Desolation Wilderness
- Lassen National Forest (22)
  - Lassen Volcanic National Park (23)
- McArthur-Burney Falls Memorial State Park (21)
- Shasta-Trinity National Forest (19)
  - Castle Crags Wilderness (20)
- Klamath Mountains
  - Trinity Alps Wilderness
  - Russian Wilderness
  - Marble Mountain Wilderness

### Oregon
| Crater Lake National Park | Mount Jefferson and Mount Jefferson Wilderness |
| North Sister              | Three Fingered Jack                            |
| Mount Hood Wilderness     | Bridge of the Gods                             |

- Cascade–Siskiyou National Monument (17)
- Rogue River National Forest (16) și Winema National Forest (14)
  - Sky Lakes Wilderness
- Crater Lake National Park (15)
  - Crater Lake
- Umpqua National Forest (13)
  - Mount Thielsen
- Willamette National Forest (11) și Deschutes National Forest (12)
  - Diamond Peak Wilderness
  - Waldo Lake
  - Three Sisters Wilderness
  - Dee Wright Observatory și McKenzie Pass
  - Mount Washington Wilderness
  - Mount Jefferson Wilderness
- Mount Hood National Forest (9)
  - Olallie Scenic Area
  - Warm Springs Indian Reservation (10)
  - Timberline Lodge
  - Mount Hood Wilderness
    - Lolo Pass
- Columbia River Gorge National Scenic Area (8)
  - Mark O. Hatfield Wilderness (fosta Sălbăticie Columbia)
  - Cascade Locks, Oregon, cel mai jos punct de pe traseu
  - Podul Zeilor (leagă statele  Oregon și Washington, traversând fluviul Columbia)

### Washington
| Mount Adams             | Goat Rocks Wilderness              |
| Mount Rainier           | Kendall Katwalk                    |
| Glacier Peak Wilderness | Okanogan–Wenatchee National Forest |

- Gifford Pinchot National Forest (7)
  - Indian Heaven Wilderness
  - Mount Adams Wilderness
    - Mount Adams

  - Goat Rocks Wilderness
    - Old Snowy Mountain

  - White Pass
- Mount Rainier National Park (6)
  - Chinook Pass
- Mount Baker-Snoqualmie National Forest (5)
  - Norse Peak Wilderness
  - Alpine Lakes Wilderness
    - Kendall Katwalk

  - Henry M. Jackson Wilderness
  - Glacier Peak Wilderness
    - Glacier Peak
- Snoqualmie Pass
- Stevens Pass
- Lake Chelan National Recreation Area
  - Stehekin, Washington, ultimul oraș de pe traseu, la 10 mile (16 km) de PCT cu autobuzul NPS
- North Cascades National Park (2)
- Okanogan–Wenatchee National Forest (3)
- Pacific Northwest National Scenic Trail
- Monumentul de graniță 78, la granița dintre Canada și Statele Unite

### Columbia Britanică,Canada
- E. C. Manning Provincial Park (1), capătul nordic al traseului.[6] Până în 2025, drumeților care se îndreptau spre nord, cu un permis de intrare PCT din Canada, li se permitea să treacă granița pentru a ieși la stațiunea Manning Park din apropiere.[7] Agenția Canadiană pentru Servicii de Frontieră a întrerupt acest program la sfârșitul lunii ianuarie 2025.[8][9][10]

## Permise
Traseul Pacific Crest poate necesita mai multe permise diferite. În cazul drumețiilor de lungă distanță, singurele permise necesare sunt Permisul de distanță lungă PCT și Permisul de incendiu din California. Permisul de distanță lungă oferă excursioniștilor confortul de a obține un singur permis pentru a acoperi toate zonele pentru care altfel ar avea nevoie de un permis local. Permise locale sunt necesare pe multe părți ale traseului pentru persoanele care parcurg mai puțin de 500 de mile continue. Permisul de incendiu din California permite utilizarea unui aragaz de camping sau a unui felinar. Focurile de tabără sunt permise doar pe anumite părți ale PCT din cauza riscului ridicat de incendiu.
Permisul de intrare PCT din Canada permitea drumeților să își încheie drumeția la aproximativ 8 mile în Canada, dar a fost retras de Agenția Canadiană pentru Servicii de Frontieră începând cu 31 ianuarie 2025.

## În cultură
- Traseul Pacific Crest este locul de filmare pentru filmul din 2014 Wild, cu Reese Witherspoon în rol principal, bazat pe cartea Wild: From Lost to Found on the Pacific Crest Trail de Cheryl Strayed.

- Este menționat și în filmul cult din 2007, Into the Wild, bazat pe cartea cu același nume.

- Luke Healy scrie despre experiența sa pe PCT într-o bandă desenată „Americana.”